# Rue Firquet
La rue Firquet est une rue ancienne de la ville de Liège (Belgique) située dans le quartier de Sainte-Marguerite.

## Odonymie
Il existe peu d'informations au sujet de l'origine du nom de cette rue. Elle tirerait son nom du patronyme d'un habitant ou propriétaire de la rue. Sur un plan de 1750, la rue est reprise en tant que rue de Cocraimont, nom dévolu actuellement à la rue voisine (rue Coqraimont).

## Situation et description
Cette voirie pavée mesure environ 140 mètres et relie la rue Hocheporte à la rue des Cloutiers. Partant de la rue Hocheporte, la voirie est assez étroite, la largeur ne dépassant pas 4 m à certains endroits. À partir du carrefour avec la rue Coqraimont, la rue se divise en deux sections parallèles et jointives séparées par un muret. La section de droite (au nord) s'élève progressivement pour se terminer par une volée d'escaliers menant à la rue des Remparts tandis que la section de gauche, plus plate, se raccorde par un virage à gauche à 90° à la rue des Cloutiers. Ces deux sections sont reliées entre elles par deux escaliers de 12 et 15 marches placés en perron. La rue a été rectifiée et aménagée à la fin des années 1870. La rue compte une quarantaine d'habitations et applique un sens unique de circulation automobile dans le sens Hocheporte-Cloutiers.

## Architecture
Les cinq immeubles sis du no 19 au no 27 sont des maisons similaires érigées en 1877. Chaque maison en brique de trois niveaux (deux étages) et de trois travées a la particularité de posséder aux étages des appuis de fenêtre sous la forme de bandeaux continus en pierre calcaire soutenus par des petites consoles rectangulaires. Cet ensemble de maisons similaires se poursuit le long de la rue des Cloutiers.
Quelques petits immeubles d'origine des XVIIe siècle et XVIIIe siècle se situent aux nos 7, 9, 12 et 26. Les deux premiers sont repris à l'inventaire du patrimoine culturel immobilier de la Wallonie.

## Voies adjacentes
- Rue Hocheporte
- Rue Coqraimont
- Rue des Remparts
- Rue des Cloutiers